# التبرير في علم النفس

## التحليل النفسي
يعتبر التبرير في علم النفس الفرويدي أنه آلية دفاعية يقوم من خلالها الفرد بإسقاط خصائصه الداخلية على العالم الخارجي، وخاصة على الأشخاص الآخرين.[1] على سبيل المثال، قد يرى المريض الذي يبالغ في الجدال بدلاً من ذلك الآخرين على أنهم جدليين وأنفسهم على أنهم بلا لوم.
مثل آليات الدفاع الأخرى، يعتبر التبرير حماية ضد القلق، وبالتالي فهو جزء من عقل سليم يعمل بشكل طبيعي. ومع ذلك، إذا استخدامه بشكل زائد، يمكن أن يؤدي إلى اضطراب عصبي

## العلاج الكلامي (السردي)
لتغطية أوسع لهذا الموضوع، انظر إلى Reification (Marxism)
يذكر مايكل وايت أن مشكلة العميل خارجية، لتغيير وجهة نظر العميل.[2]